# آلنه
الینای (به فرانسوی: Allenay) یک کمون در فرانسه است که در Canton of Ault واقع شده‌است.

## خصوصیات
الینای ۲٫۱۸ کیلومترمربع مساحت و ۲۴۸ نفر جمعیت دارد و ۱۱۰ متر بالاتر از سطح دریا واقع شده‌است.